# Štefan Hadalin
Štefan Hadalin, né le 6 juin 1995 à Ljubljana, est un skieur alpin slovène. Il est vice-champion du monde de combiné alpin en 2019.

## Biographie
Il prend part à ses premières compétitions junior en 2010, puis aux Jeux olympiques de la jeunesse d'hiver de 2012, où cinquième est son meilleur résultat (slalom), puis au Festival olympique de la jeunesse européenne en 2013, où il remporte le slalom, et enfin à la Coupe du monde à partir de 2014. Aux Championnats du monde junior 2015 à Hafjell, il collecte deux médailles d'argent au super G et au combiné et aux Championnats du monde junior 2016, à Sotchi, il est titré sur le combiné. 
Il marque ses premiers points en Coupe du monde lors du combiné de Santa Caterina en décembre 2016. Il est sélectionné pour les Championnats du monde 2017, à Saint-Moritz, où il termine dixième en slalom. Un an plus tard, il prend part à ses premiers jeux olympiques à Pyeongchang, où il occupe la 8e position du combiné et la 21e du slalom géant.
Il remporte sa première médaille mondiale dans le combiné alpin des championnats du monde 2019 en réalisant le meilleur temps du slalom pour terminer 2e derrière Alexis Pinturault. Il monte sur son premier podium en Coupe du monde dans la même discipline à Bansko le 22 février, en terminant 3e de l'épreuve constituée d'un Super G et d'une manche de slalom, derrière Marcel Hirscher et le vainqueur Alexis Pinturault.
En 2021, il est septième du slalom aux Championnats du monde de Cortina d'Ampezzo, ainsi que 40e au classement général de la Coupe du monde, son meilleur en carrière. À l'inverse, lors de l'hiver suivants, les soucis s'enchaînent, Hadalin souffrant du dos, avant de décider de mettre fin à saison prématurément pour se ressourcer..

## Palmarès

### Jeux olympiques
| Épreuve / Édition   | Slalom géant | Slalom  | Combiné | Par équipes |
| ------------------- | ------------ | ------- | ------- | ----------- |
| JO 2018 Pyeongchang | 21e          | Abandon | 8e      | 9e          |

### Championnats du monde
| Épreuve / Édition               | Slalom géant | Slalom | Combiné | Parallèle                        | Par équipes |
| Mondiaux 2017 Saint-Moritz      | 28e          | 10e    | 28e     | Épreuve inexistante à cette date | 9e          |
| Mondiaux 2019 Åre               | Abandon      | 22e    | Argent  | Épreuve inexistante à cette date | —           |
| Mondiaux 2021 Cortina d'Ampezzo | 16e          | 7e     | -       | 16e                              | -           |

### Coupe du monde
- Meilleur classement général : 40e en 2021.
- 1 podium.

#### Classements en Coupe du monde
| Saison / Épreuve | Saison / Épreuve | Général | Général | Descente | Descente | Super G | Super G | Slalom géant | Slalom géant | Slalom | Slalom | Combiné | Combiné | City Event                       | City Event                       | Parallèle                        | Parallèle                        |
| ---------------- | ---------------- | ------- | ------- | -------- | -------- | ------- | ------- | ------------ | ------------ | ------ | ------ | ------- | ------- | -------------------------------- | -------------------------------- | -------------------------------- | -------------------------------- |
| Saison / Épreuve | Saison / Épreuve | Class.  | Points  | Class.   | Points   | Class.  | Points  | Class.       | Points       | Class. | Points | Class.  | Points  | Class.                           | Points                           |                                  |                                  |
| 2017             | 2017             | 93e     | 56      | -        | -        | -       | -       | -            | -            | 35e    | 46     | 34e     | 10      | -                                | -                                | Épreuve inexistante à cette date | Épreuve inexistante à cette date |
| 2018             | 2018             | 79e     | 58      | -        | -        | -       | -       | 40e          | 23           | 33e    | 35     | -       | -       | -                                | -                                | Épreuve inexistante à cette date | Épreuve inexistante à cette date |
| 2019             | 2019             | 45e     | 194     | -        | -        | -       | -       | 19e          | 121          | -      | -      | 7e      | 73      | -                                | -                                | Épreuve inexistante à cette date | Épreuve inexistante à cette date |
| 2020             | 2020             | 54e     | 152     | -        | -        | -       | -       | 44e          | 6            | 20e    | 110    | 33e     | 11      | Épreuve inexistante à cette date | Épreuve inexistante à cette date | 33e                              | 11                               |
| 2021             | 2021             | 40e     | 209     | -        | -        | -       | -       | 29e          | 56           | 22e    | 139    | -       | -       | Épreuve inexistante à cette date | Épreuve inexistante à cette date | 17e                              | 14                               |

### Championnats du monde junior
| Épreuve / Édition            | Descente | Super G | Slalom géant | Slalom  | Combiné |
| Mondiaux junior 2014 Jasna   | 12e      | 19e     | 30e          | Abandon | 12e     |
| Mondiaux junior 2015 Hafjell | 34e      | Argent  | 13e          | 8e      | Argent  |
| Mondiaux junior 2016 Sotchi  | 5e       | 9e      | 6e           | Abandon | Or      |

### Jeux olympiques de la jeunesse d'hiver
| Édition / Épreuve  | Super G | Slalom géant | Slalom | Combiné |
| ------------------ | ------- | ------------ | ------ | ------- |
| JOJ 2012 Innsbruck | Abandon | 17e          | 5e     | 7e      |

### Festival olympique de la jeunesse européenne
- Médaille d'or du slalom en 2013 à Rasnov.

### Championnat de Slovénie
- Champion du slalom en 2016, 2017, 2018, 2019 et 2021.
- Champion du combiné en 2016 et 2018.
- Champion du slalom géant en 2019 et 2021.